# Morone americana
Morone americana — риба родини Моронових, відома під назвою англ. White perch, Окунь білий. Широко вирощується для вживання в їжу та популярна серед рибалок східної Північної Америки.

## Характеристика
Риба має сріблясто-білий колір, та досягає до 49,5 см завдовжки і має вагу до 2,2 кг. Хоча риба більш за все полюбляє солонуваті води гирл річок, вона також водиться і в прісній воді.

## Ареал
Зустрічається в басейні річки Св. Лаврентія і озера Онтаріо в Квебеці (Канада) на південь до річки Піді у Південній Кароліні, США.